# Grupo The Economist
El Grupo The Economist es una compañía de medios de comunicación multinacional con sede en Londres, Reino Unido, que se especializa en la información sobre negocios y sobre asuntos internacionales. Su ámbito de actuación se circunscribe a revistas, periódicos, conferencias y estrategias de mercados.
El Grupo The Economist es en un 50% propiedad de Pearson PLC a través de The Financial Times Limited. La mayor parte de las acciones restantes están en manos de accionistas individuales, como los Cadbury, Rothschild, Schroder, Agnelli.

## Historia
Los orígenes del Grupo se remontan a la fundación de The Economist, un diario sobre política, mercados e información agrícola creado por James Wilson en 1843.
En 1946, la Unidad de Inteligencia de The Economist fue fundada para proporcionar información sobre los mercados tanto para la propia revista The Economist, como para clientes externos. En el mismo año, se abrió la librería Economist, que se estableció como una empresa conjunta al 50% con la London School of Economics.
Economist Conferencias se creó como una división de la Unidad de Inteligencia de The Economist en 1956 para organizar mesas redondas.
En 1995, El Grupo The Economist adquirió el Journal of Commerce, un proveedor de información con sede en EE. UU. para el sector del transporte marítimo. En el mismo año, el Grupo puso en marcha European Voice, el primer periódico semanal paneuropeo.
En julio de 2004, El Grupo The Economist lanzó una revista anual sobre estilos de vida de lujo llamada Intelligent Life. Esta revista fue rediseñada como una publicación trimestral en septiembre de 2007, y se convirtió en una publicación bimensual en agosto de 2011.
Lanzada en 2010, Ideas People Channel es una red de 50 sitios web verticales definidos por la mentalidad de la audiencia del Grupo. Los sitios elegidos para esta red fueron identificados por los lectores de la revista The Economist como sus webs favoritas para los temas de negocios, la globalización, la innovación y la cultura. También ha lanzado recientemente Economista Educación, que organiza cursos de e-learning.
En marzo de 2012, El Grupo The Economist adquirió la agencia de comunicación y marketing TVC Group, con sede en Londres, por una suma de dinero no revelada.
En abril de 2012, la Unidad de Inteligencia de The Economist se expandió en Asia con la adquisición de Clearstate, una firma de inteligencia de mercado especializada en asesoramiento estratégico a medida y soluciones de investigación en los ámbitos de las ciencias de la salud y de la vida.

## Información corporativa
El Grupo The Economist tiene su sede en Londres (Reino Unido) y cuenta con oficinas en todo el mundo, incluido en Bruselas (Bélgica), Frankfurt (Alemania), Ginebra (Suiza), París (Francia), Dubái (Emiratos Árabes Unidos), Johannesburgo (Sudáfrica), Hong Kong, Singapur, Tokio (Japón), India, Nueva York y Washington D. C. (Estados Unidos).
Los actuales miembros de la junta directiva de The Economist Group son: Rupert Pennant-Rea (Presidente), Andrew Rashbass, Sir David Bell, John Elkann, Rona Fairhead, Philip Mengel, John Micklethwait, Sir Simon Robertson, Lynn Forester of Rothschild, Chris Stibbs y Lucas Swanson. Los administradores actuales del Grupo son: Baroness Bottomley of Nettlestone, Lord O'Donnell, Tim Clark y Bryan Sanderson.
El Grupo posee revistas, periódicos, conferencias e inteligencia de mercado. Entre las publicaciones y los servicios prestados bajo la marca The Economist se incluyen la revista The Economist, la web de The Economist, Economist Intelligence Unit, Economist Conferences,  Economist Corporate Network, The World In series y una revista bimensual sobre estilo de vida, Intelligent Life. Otras marcas del Grupo son CQ Roll Call, EuroFinance y TVC.

## Beneficios económicos
- 2007: 36 m.
- 2008: 44 m.
- 2009: 56 m.
- 2010: 58 m.
- 2011: 63 m.